# Бои на плато Глиер
Бои на плато Глиер (фр. Bataille des Glières) — одни из первых широкомасштабных боёв французских партизан в годы Второй мировой войны, закончившиеся разгромом сил маки́ и уничтожением их базы. Проходили с 13 февраля по 26 марта 1944 года на плато Глиер в Верхней Савойе.

## история
В связи с разворачивавшимся на территории Франции партизанским движением в декабре 1943 года из Лондона в район Савойи была отправлена миссия подполковника Хеслопа из Управления специальных операций и капитана Розенталя из сил Сражающейся Франции, чтобы найти площадку, на которую в дальнейшем можно было бы сбрасывать на парашютах оружие и продовольствие. Было осмотрено шесть зон сброса, и плато Глиер было выбрано как лучшее. Этот отдаленный высокогорный массив, расположенный на берегу озера Анси, был идеальным местом для сброса всего, необходимого партизанам.
В конце января 1944 года капитан А. Романс-Пти (региональный руководитель голлистской Секретной армии) поставил лейтенанта Тома Мореля во главе местных маки́. Ему с двумястами пятьюдесятью бойцами было поручено собирать сбрасываемые на парашютах припасы. 8 февраля 1944 год капитан Розенталь, представитель Сражающейся Франции, убедил местных руководителей движения Сопротивления перегруппировать большинство макизаров на плато Глиер, чтобы создать там базу для операций против вишистов и немцев. Цель состояла в том, чтобы показать союзникам, что сопротивление под руководством генерала де Голля способно к широкомасштабным действиям. В результате большинство макизаров собрались на плато Глиер, как и планировалось. Вскоре после этого около восьмидесяти коммунистов из Фран-тирёров и партизан и около шестидесяти испанских лесорубов присоединились к ним, чтобы получить оружие.
31 января 1944 года в Верхней Савойе вишистами было объявлено осадное положение. Любой, кто носил оружие или помогал маки́, подлежал немедленному военному трибуналу и казни. С 13 февраля четыреста пятьдесят семь макизаров были осаждены на плато двумя тысячами вишистов различных полицейских формирований под командованием полковника Ж. Лелона.
Страдая от голода и мороза, партизаны собрали три сброса оружия, состоящих из примерно трехсот контейнеров, набитых стрелковым оружием (автоматы Стена, винтовки Энфилд, легкие пулеметы Брена, гранаты Миллса) и взрывчаткой. Основным препятствием для боевых действий маки́ было отсутствие тяжелого вооружения: на плато было всего несколько старых пулеметов и два легких 81-мм миномета.
После боя с вишистами было достигнуто соглашение, по которому обе стороны временно сохраняли нейтралитет. Тем не менее, пять партизан были взяты в плен полицией. Лейтенант Том Морель в отместку решил взять заложников. В ночь с 9 на 10 марта 1944 года сто пятьдесят макизаров окружили деревню Энтремон и захватили шестьдесят вишистских полицейских, но во время акции Том Морель был убит.
В связи с невозможностью вишистами своими силами быстро подавить сопротивление маки́, к боевым действиям были привлечены немецкие войска. 12 марта 1944 года, после крупнейшего сброса союзниками оружия и боеприпасов, не не продовольствия, люфтваффе начало бомбардировку местности штурмовиками, сжигая редкие шале, служившие укрытием для бойцов маки́. После этого вишисты провели несколько атак, но они закончились неудачей.
К 23 марта в Верхней Савойе и вокруг плато были сосредоточены, помимо вишистских сил, три легкопехотных горных батальона из состава 157-й резервной дивизии, один охранный батальон вермахта и один немецкий полицейский батальон в составе более четырёх тысяч человек, которые имели крупнокалиберные пулеметы, 80-мм минометы, 75-мм горные орудия, 150-мм гаубицы и броневики.
Наконец, 26 марта 1944 года, после очередного авианалета и артобстрела, немцы перешли в наступление с трёх сторон. Макизары сражались до ночи, но были разбиты, хотя значительной части из них и удалось бежать под покровом темноты. Во время преследования погибли капитан Анжо (ставший командиром партизан после гибели Мореля) и почти все его офицеры, а также сто двадцать маки́.